# Onitis tortuosus
Onitis tortuosus es una especie de escarabajo del género Onitis, familia Scarabaeidae. Fue descrita científicamente por Houston en 1983.
Se distribuye por la región afrotropical. Habita en República de Sudáfrica (Mpumalanga, Cabo Norte, Limpopo, Cabo Oriental, Cabo Occidental, provincia del Estado Libre, KwaZulu).